# استرلینگ، استرالیای جنوبی
استرلینگ (به انگلیسی: Stirling) یک شهرک و حومه شهر در استرالیا است که در استرالیای جنوبی واقع شده‌است. این شهرک در آدلاید هیلز، حدود ۱۶ کیلومتری مرکز شهر آدلاید است. موقعیت در شرق منطقه استرلینگ است. این شهرک توسط شورای آدلاید هیلز اداره می‌شود.

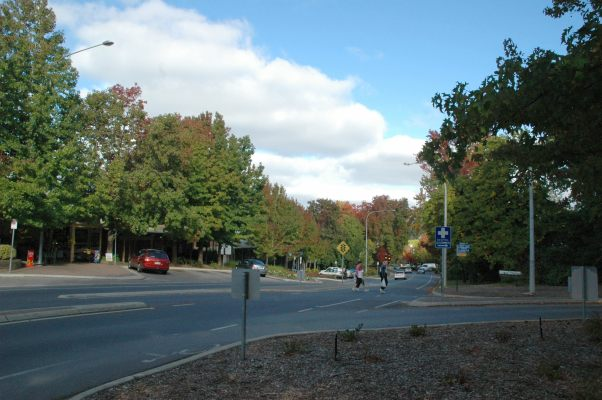
خیایان اصلی در تابستان.

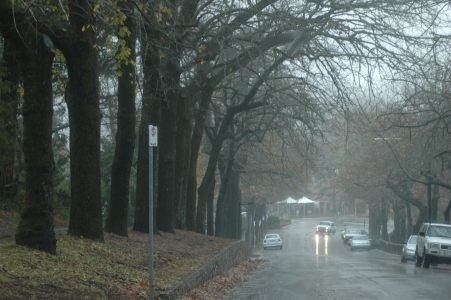
لذت بردن از هوای مرطوب پاییز در خیابان دریود

## == تاریخچه
استرلینگ پس از  ادوارد استرلینگ نامگذاری شد. او فرزند نامشروع آرچیبالد استرلینگ، یک برده دار سابق در ایندی و بین مردم کریاویو بود.

## آب و هوا
به دلیل موقعیت مکانی استرلینگ در مجاورت کوه لوف‌تی، استرلینگ مرطوب‌ترین مکان در استرالیا را دارا است و میانگین بارندگی سالانه ۱۲۰۰ میلی‌متر است که به نسبت بارندگی، بارندگیهای آن بیش از دو برابر میانگین باران در آدلاید است. در ماه مه و اوت متوسط بارندگی ماهانه ۱۵۵ میلیمتر (بیش از ۶ اینچ) است و در ژوئن ۱۹۱۶ بیش از ۴۵۰ میلیمتر باران بارید. دمای متوسط تابستان حدود ۵ درجه سانتی گراد (۹ درجه سانتیگراد) کمتر از آدلاید است، که ممکن است بیان‌گر این باشد که چرا استرلینگ به عنوان یک محل اقامت مطلوب برای مهاجران انگلیسی و جامعه عالی آدلاید در قرن بیستم توصیه شده‌است. زمستان‌ها به‌طور مشخصی خنک هستند به ویژه در مقایسه با آدلاید، با حداقل ۴ و nbsp; ° سانتیگراد (۳۹ و nbsp; ° F) و به‌طور متوسط حداکثر ۱۱ و nbsp; ° C (۵۲ و nbsp; ° F).
استرالیا:دفتر هواشناسی- جمع‌آوری داده‌های آب و هوایی در استرلینگ را از دهه ۱۹۸۰ متوقف کرد. ابزارهای ضبط هوای استرالیا بدنبال اختلاف تجاری بین دو سازمان دولتی استرالیا از محوطه دفتر استرلینگ جمع شدند.
| داده‌های اقلیم استرلینگ(۴۹۶m ASL) | داده‌های اقلیم استرلینگ(۴۹۶m ASL) | داده‌های اقلیم استرلینگ(۴۹۶m ASL) | داده‌های اقلیم استرلینگ(۴۹۶m ASL) | داده‌های اقلیم استرلینگ(۴۹۶m ASL) | داده‌های اقلیم استرلینگ(۴۹۶m ASL) | داده‌های اقلیم استرلینگ(۴۹۶m ASL) | داده‌های اقلیم استرلینگ(۴۹۶m ASL) | داده‌های اقلیم استرلینگ(۴۹۶m ASL) | داده‌های اقلیم استرلینگ(۴۹۶m ASL) | داده‌های اقلیم استرلینگ(۴۹۶m ASL) | داده‌های اقلیم استرلینگ(۴۹۶m ASL) | داده‌های اقلیم استرلینگ(۴۹۶m ASL) | داده‌های اقلیم استرلینگ(۴۹۶m ASL) |
| ماه                              | ژانویه                           | فوریه                            | مارس                             | آوریل                            | مه                               | ژوئن                             | ژوئیه                            | اوت                              | سپتامبر                          | اکتبر                            | نوامبر                           | دسامبر                           | سال                              |
| -------------------------------- | -------------------------------- | -------------------------------- | -------------------------------- | -------------------------------- | -------------------------------- | -------------------------------- | -------------------------------- | -------------------------------- | -------------------------------- | -------------------------------- | -------------------------------- | -------------------------------- | -------------------------------- |
| سابقهٔ بیش‌ترین °C (°F)            | ۴۰٫۷ (۱۰۵)                       | ۳۹٫۵ (۱۰۳)                       | ۳۶٫۰ (۹۷)                        | ۳۲٫۱ (۹۰)                        | ۲۴٫۳ (۷۶)                        | ۱۹٫۲ (۶۷)                        | ۲۱٫۷ (۷۱)                        | ۲۷٫۹ (۸۲)                        | ۲۸٫۰ (۸۲)                        | ۳۰٫۶ (۸۷)                        | ۳۷٫۰ (۹۹)                        | ۳۷٫۶ (۱۰۰)                       | ۴۰٫۷ (۱۰۵)                       |
| میانگین بیش‌ترین °C (°F)          | ۲۴٫۹ (۷۷)                        | ۲۵٫۴ (۷۸)                        | ۲۱٫۹ (۷۱)                        | ۱۸٫۲ (۶۵)                        | ۱۴٫۶ (۵۸)                        | ۱۱٫۸ (۵۳)                        | ۱۰٫۸ (۵۱)                        | ۱۱٫۹ (۵۳)                        | ۱۳٫۸ (۵۷)                        | ۱۷٫۳ (۶۳)                        | ۲۰٫۱ (۶۸)                        | ۲۲٫۶ (۷۳)                        | ۱۷٫۸ (۶۴)                        |
| میانگین روزانه °C (°F)           | ۱۸٫۷ (۶۶)                        | ۱۹٫۱ (۶۶)                        | ۱۶٫۶ (۶۲)                        | ۱۳٫۸ (۵۷)                        | ۱۱٫۱ (۵۲)                        | ۸٫۷ (۴۸)                         | ۸٫۰ (۴۶)                         | ۸٫۶ (۴۷)                         | ۱۰٫۰ (۵۰)                        | ۱۲٫۴ (۵۴)                        | ۱۴٫۷ (۵۸)                        | ۱۶٫۸ (۶۲)                        | ۱۳٫۲ (۵۶)                        |
| میانگین کم‌ترین °C (°F)           | ۱۲٫۴ (۵۴)                        | ۱۲٫۸ (۵۵)                        | ۱۱٫۲ (۵۲)                        | ۹٫۴ (۴۹)                         | ۷٫۶ (۴۶)                         | ۵٫۶ (۴۲)                         | ۵٫۱ (۴۱)                         | ۵٫۳ (۴۲)                         | ۶٫۱ (۴۳)                         | ۷٫۵ (۴۶)                         | ۹٫۲ (۴۹)                         | ۱۰٫۹ (۵۲)                        | ۸٫۶ (۴۷)                         |
| سابقهٔ کم‌ترین °C (°F)             | ۴٫۸ (۴۱)                         | ۵٫۶ (۴۲)                         | ۳٫۸ (۳۹)                         | ۲٫۲ (۳۶)                         | ۰٫۷ (۳۳)                         | −۱٫۰ (۳۰)                        | −۱٫۴ (۲۹)                        | −۲٫۲ (۲۸)                        | ۰٫۰ (۳۲)                         | ۰٫۷ (۳۳)                         | ۲٫۲ (۳۶)                         | ۲٫۸ (۳۷)                         | −۲٫۲ (۲۸)                        |
| بارندگی میلی‌متر (اینچ)           | ۳۶٫۸ (۱٫۴۵)                      | ۳۷٫۵ (۱٫۴۸)                      | ۵۴٫۳ (۲٫۱۴)                      | ۹۶٫۷ (۳٫۸۱)                      | ۱۲۷٫۵ (۵٫۰۲)                     | ۱۱۸٫۰ (۴٫۶۵)                     | ۱۷۵٫۱ (۶٫۸۹)                     | ۱۴۷٫۲ (۵٫۸)                      | ۱۱۹٫۷ (۴٫۷۱)                     | ۹۱٫۹ (۳٫۶۲)                      | ۶۱٫۷ (۲٫۴۳)                      | ۴۷٫۰ (۱٫۸۵)                      | ۱٬۱۰۷٫۲ (۴۳٫۵۹)                  |
| میانگین روزهای بارانی            | ۷٫۵                              | ۵٫۵                              | ۹٫۷                              | ۱۲٫۴                             | ۱۵٫۸                             | ۱۵٫۹                             | ۱۹٫۴                             | ۱۹٫۴                             | ۱۶٫۲                             | ۱۳٫۹                             | ۱۰٫۴                             | ۹٫۰                              | ۱۵۵٫۱                            |
| منبع:                            |                                  |                                  |                                  |                                  |                                  |                                  |                                  |                                  |                                  |                                  |                                  |                                  |                                  |